# Моррисон-Блафф (Арканзас)
Моррисон-Блафф (англ. Morrison Bluff) — город, расположенный в округе Логан (штат Арканзас, США) с населением в 74 человека по статистическим данным переписи 2000 года.

## География
По данным Бюро переписи населения США город Моррисон-Блафф имеет общую площадь в 2,85 квадратных километров, водных ресурсов в черте населённого пункта не имеется.
Моррисон-Блафф расположен на высоте 117 метров над уровнем моря.

## Демография
По данным переписи населения 2000 года в Моррисон-Блаффе проживало 74 человека, 18 семей, насчитывалось 29 домашних хозяйств и 32 жилых дома. Средняя плотность населения составляла около 26,4 человека на один квадратный километр. Расовый состав Моррисон-Блаффа по данным переписи распределился следующим образом: 94,59 % белых, 4,05 % — чёрных или афроамериканцев, 1,35 % — представителей смешанных рас.
Из 29 домашних хозяйств в 27,6 % — воспитывали детей в возрасте до 18 лет, 51,7 % представляли собой совместно проживающие супружеские пары, в 6,9 % семей женщины проживали без мужей, 34,5 % не имели семей. 31,0 % от общего числа семей на момент переписи жили самостоятельно, при этом 13,8 % составили одинокие пожилые люди в возрасте 65 лет и старше. Средний размер домашнего хозяйства составил 2,55 человек, а средний размер семьи — 3,11 человек.
Население города по возрастному диапазону по данным переписи 2000 года распределилось следующим образом: 24,3 % — жители младше 18 лет, 10,8 % — между 18 и 24 годами, 20,3 % — от 25 до 44 лет, 28,4 % — от 45 до 64 лет и 16,2 % — в возрасте 65 лет и старше. Средний возраст жителей составил 39 лет. На каждые 100 женщин в Моррисон-Блаффе приходилось 100,0 мужчин, при этом на каждые сто женщин 18 лет и старше приходилось 100,0 мужчин также старше 18 лет.
Средний доход на одно домашнее хозяйство в городе составил 78 750 долларов США, а средний доход на одну семью — 91 875 долларов. При этом мужчины имели средний доход в 22 500 долларов США в год против 16 875 долларов среднегодового дохода у женщин. Доход на душу населения в городе составил 56 436 долларов в год. Все семьи Моррисон-Блаффа имели доход, превышающий уровень бедности, 4,7 % от всей численности населения находилось на момент переписи населения за чертой бедности, при этом 22,2 % из них были старше 64 лет.